# Старий канал
Старий канал (словац. Starý kanál) — меліоративний канал; притока Зогорського каналу, протікає в окрузі Малацки.
Довжина приблизно 7.6 км. Витік знаходиться в масиві Загорська низовина (геоморфологічна підодиниця Борська низовина) на висоті 157 метрів.
Протікає територією сіл Вельке Леваре і Мале Леваре. Впадає в Зогорський канал на висоті 146 метрів.